# Taïfa de Grenade
1012–1090
Entités précédentes :
- Califat de Cordoue

Entités suivantes :
- Almoravides

La taïfa de Grenade, ou royaume ziride de Grenade est un royaume musulman dirigé par les Zirides, qui se constitue en Al-Andalus en 1013, à la suite de l'implosion du Califat de Cordoue en 1009. Quatre rois se succèdent pendant ses 80 années d'existence, tous de la dynastie des Zirides, une dynastie berbère sanhadja originaire du Maghreb central. La conquête almoravide d'al-Andalus en 1090 met fin à son indépendance. 

## Rois (malik) de la taïfa

### Règne de Zawi ben Ziri
Zawi ibn Ziri (? -1037/1038) a été le fondateur de la dynastie ziride de Grenade (règne 1012-1019). Il est le frère de Bologhin qui règne en Ifriqiya. Tous deux sont des fils de Ziri ibn Menad, l’éponyme de la dynastie ziride. Zawi a su profiter des querelles dynastiques entre les Omeyyades de Cordoue pour créer son royaume indépendant à Grenade.

### Règne de Habús ben Maksan
Habus ben Maksan, surnommé al-Muzaffar « le vainqueur » est le second Ziride régnant à Grenade. Il succède à son oncle Zawi ben Ziri en 1019 et va régner à Grenade jusqu'en 1038. Après une période d'anarchie à Cordoue, des juifs séfarades se réfugient à Grenade. Parmi eux Samuel ibn Nagrela devient le secrétaire du vizir Abu al-Ḳasim ibn al-'Arif. En 1027, le vizir, mourant, confesse à Habus ben Maksan que ses succès sont principalement dus à son secrétaire juif. Habus élève alors Ibn Nagrela à la dignité de vizir, charge qu’il conserve après la mort de Habus (1038). Il fait alors partie de ceux qui soutiennent Badis comme successeur de Habus. Samuel restera son principal vizir jusqu’à sa mort en 1055.

### Règne de Badis ben Habús

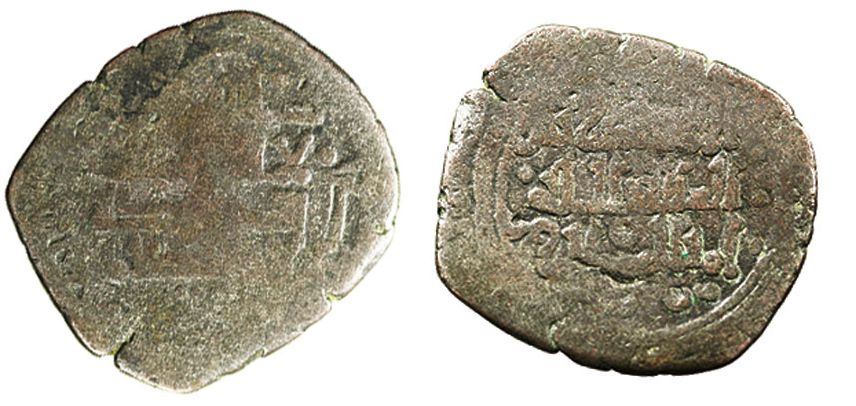
Dirham du roi de la taïfa de Granada Badis ben Habús. En cuivre, alors que les dirham sont habituellement d'argent.

En 1038, Badis succède à son père Habus à la tête du royaume de Grenade. Comme son père avant lui, il se considère d'abord comme un vassal des Hammoudides qui ont régné sur Cordoue, Malaga et Algésiras et refuse de reconnaître les derniers Omeyyades de Cordoue. Pour assurer sa position, il doit éliminer la concurrence de son cousin Yiddîr et celle de l'émir d'Alméria qui convoitait le royaume.

### Règne de Abd’Allah ben Buluggin (1073 -1090)

Carte de la situation de la taïfa de Grenade et de Malaga au début du règne de Abd'Allah ben Bologgin (1073)

En 1086, le sultan abbadide al-Mu`tamid qui règne à Séville voit son royaume menacé par le roi Alphonse VI de Castille. Il appelle à son secours, l'Almoravide Youssef Ibn Tachfin qui vient de prendre la contrôle de tout le Maghreb. Youssef répond à cet appel. Il bat Alphonse le 2 novembre 1086 à Sagrajas (az-Zallàqa) avant de se retourner contre al-Mu`tamid.
En 1090, Youssef Ibn Tachfin prend Grenade. Abdallah est dépouillé de ses possessions et envoyé comme prisonnier au Maroc avec son frère Tamim. Abdallah est captif à Aghmat (près de Marrakech) et Tamim est envoyé dans le sud du Souss. Pendant son exil au Maroc, Abdallah ben Bologhin a écrit ses mémoires et l'histoire de la dynastie ziride à Grenade.

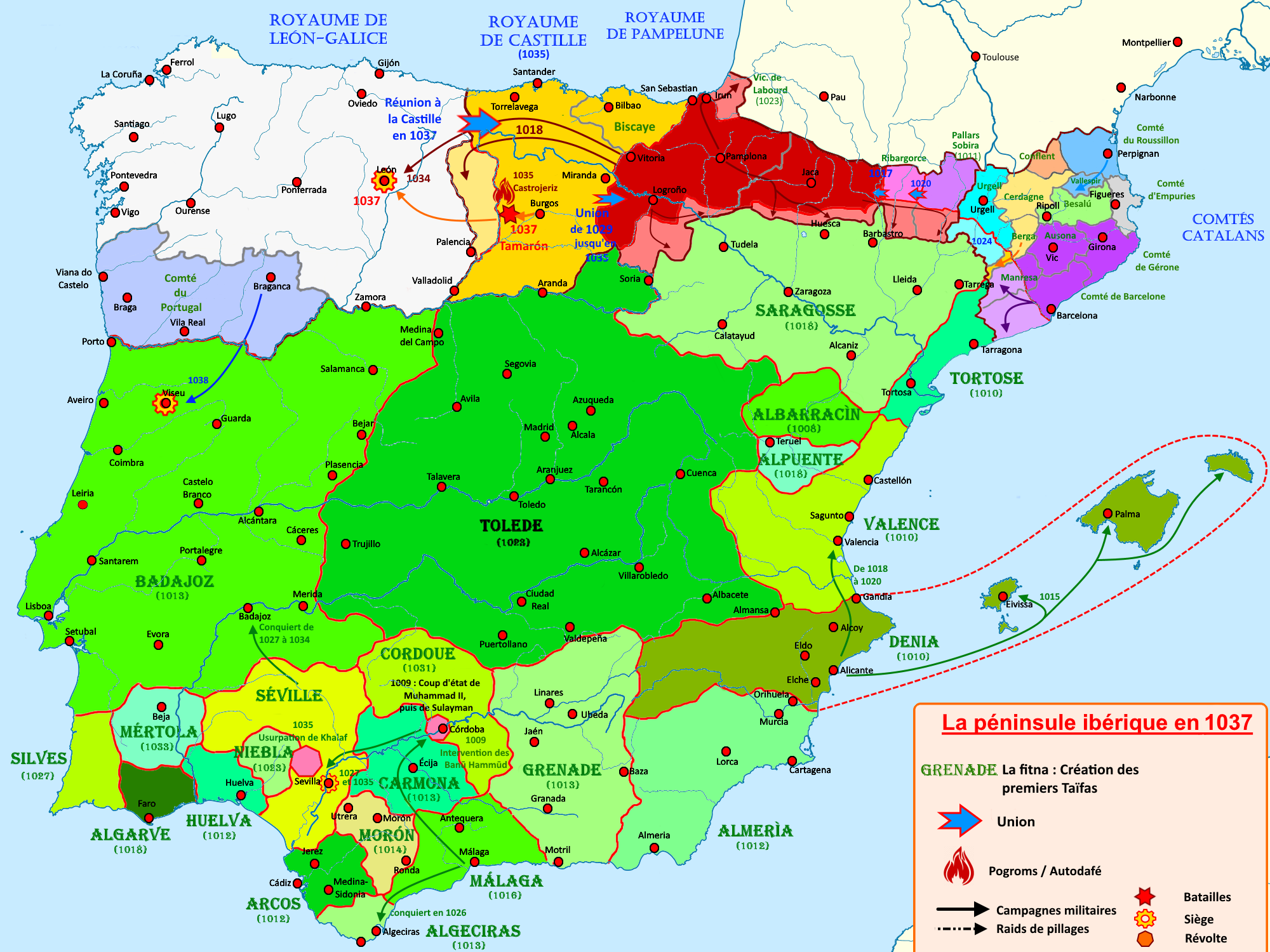
Le premier taïfa de Grenade, en 1037
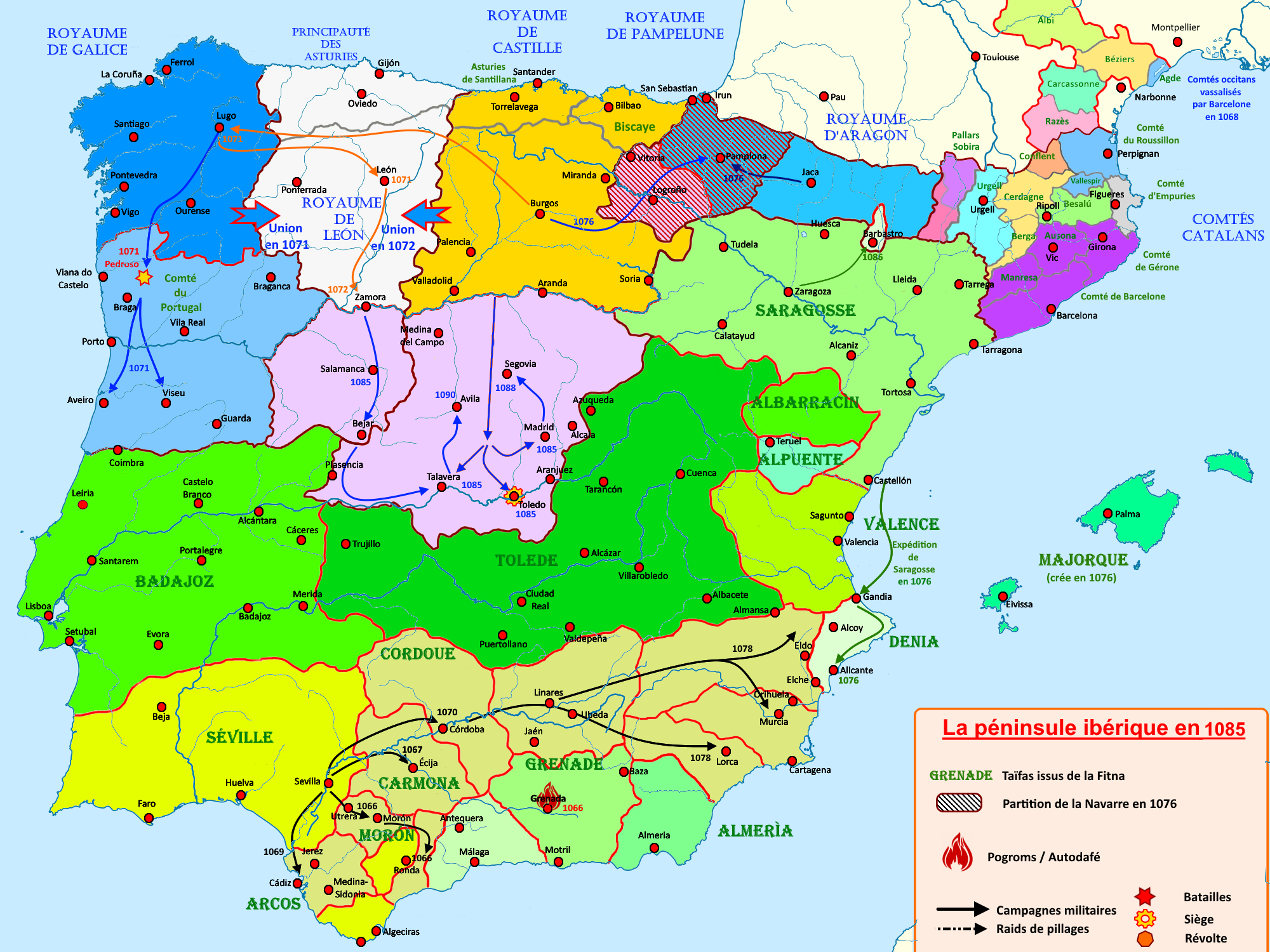
Le premier taïfa de Grenade, en 1085
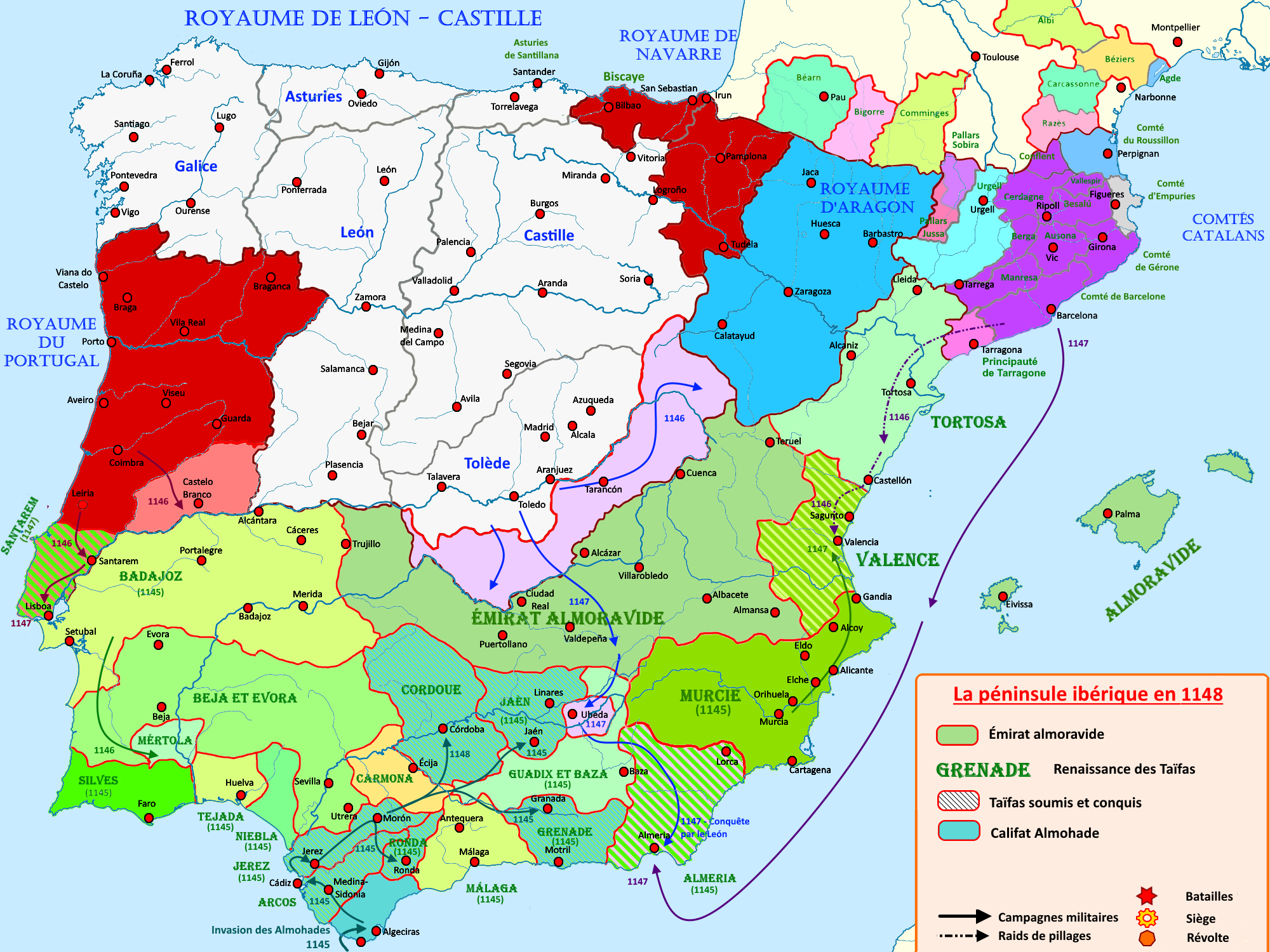
Le second taïfa de Grenade, en 1148

## Transformation de Grenade

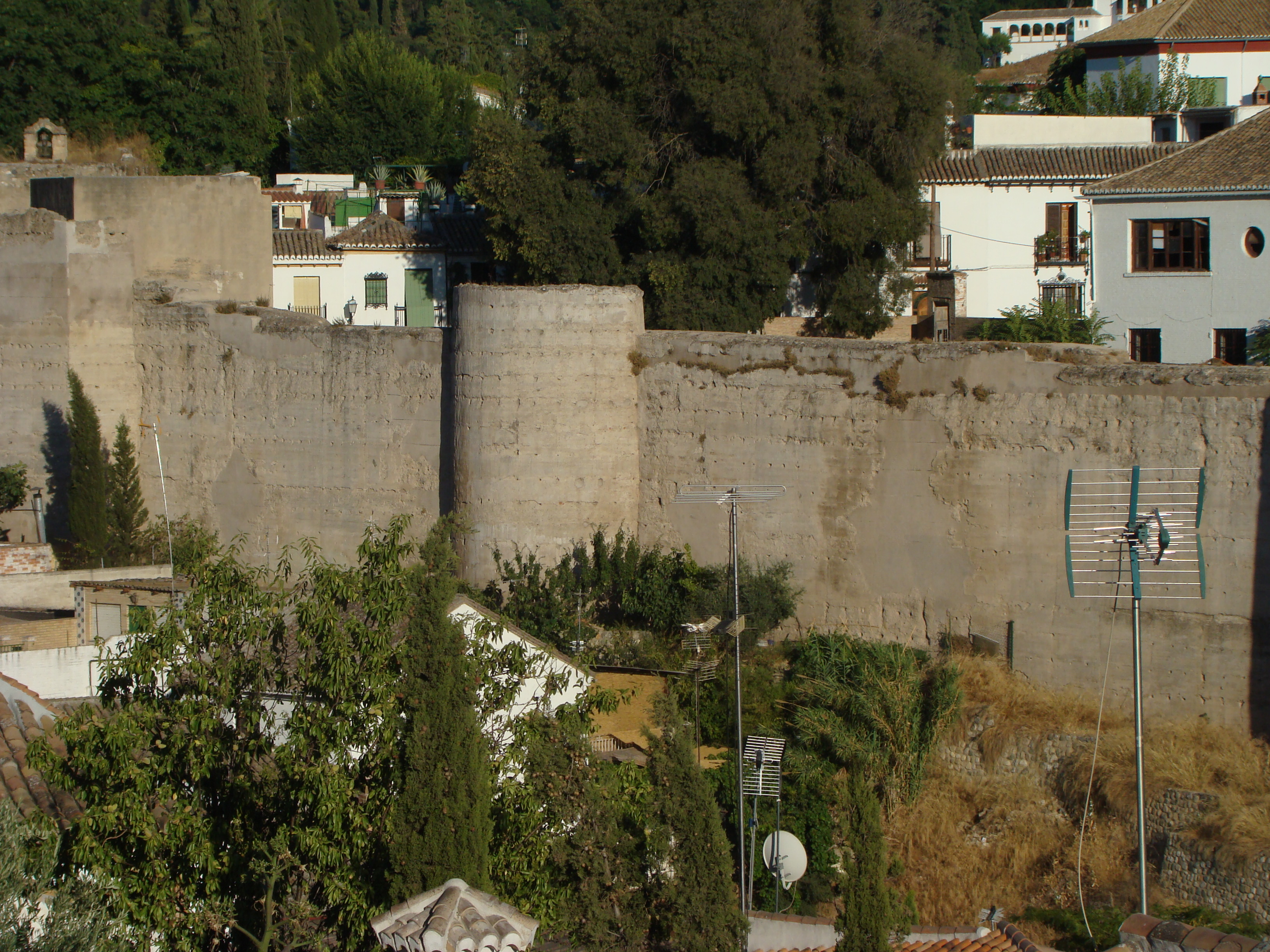
Vue de la muraille ziride de l'Alcazaba Cadima., en 2009.

Grenade devient au XIe siècle la capitale du royaume ziride de Grenade, aux dépens de Medina Elvira, dont il ne reste aujourd'hui qu'un gisement archéologique de 300 000 hectares au sud de la Sierra Elvira. Zawi ibn Ziri fonde la nouvelle cité en 1013, qu'il batise Madinat Garnata, autour d'un château préexistant. 
La zone occupée est celle du centre de l'actuel quartier de l'Albacin, connu comme Alcazaba Cadima (al-Qasba Qadima). C'est là que se trouve le palais des rois zirides, entre les actuelles rues Aljibe de la Gitana, Cuesta maría de la Miel et Callejón de San Cecilio. Une forteresse domine la ville sur la colline d'en face, base de ce qui deviendra l'Alhambra.
À la fin du siècle, la majeure partie de la colline est déjà urbanisée et ceinte d'une muraille en pierre de taille dont il subsiste encore une partie partiellement intégrée aux édifices du quartier. Quatre portes donnent accès à la capitale, Bib Cieda (connue auujourd'hui comme Puerta Nueva ou arc de las Pesas), Bib Caxtar y Bib Elbis, sur le côté nord de la ville, donnant sur la banlieue de l'Albaicín, y Bib Albonud à l'est.
Sous les zirides la ville s'étend jusqu'à 75 hectares, avec près de 4 400 maisons, réparties en deux quartiers, Harat Alcazaba au nord et Rabat Almufadar au sud.